# RTU Robežsardze
RTU Robežsardze – łotewski klub siatkarski z Rygi. Od sezonu 2005/2006 klub występuje w lidze krajów bałtyckich – Schenker League. Tytularnym sponsorem klubu była firma LĀSE.

## Nazwy klubu
- 1999-2001 – PCSK/Rīga
- 2001-2002 – PCSK/LĀSE Rīga
- 2003-2013 – LĀSE-R/Rīga
- 2013-2020 – RTU Robežsardze
- 2020-2024 – RTU Robežsardze/Jūrmala[1]
- od 2024 – Robežsardze/Rīga

## Historia
Klub założony został w 1999 roku pod nazwą Policijas centrālais sporta klubs (PCSK). W sezonie 1999/2000 wystartował w mistrzostwach Łotwy, w których zajął 2. miejsce za klubem Poliurs Ozolnieki.

## Sukcesy
- Mistrzostwa Łotwy:
  -  1. miejsce (12x): 2001, 2003, 2006, 2007, 2008, 2009, 2011, 2014, 2015, 2016, 2017, 2025
  -  2. miejsce (9x): 2000, 2002, 2004, 2010, 2018, 2019, 2021, 2022, 2023
  -  3. miejsce (4x): 2005, 2012, 2013, 2024
- Puchar Łotwy:
  -  1. miejsce (9x): 2001, 2003, 2004, 2008, 2009, 2014, 2019, 2022, 2024
- Superpuchar Łotwy:
  -  1. miejsce (1x): 2022
- Liga bałtycka:
  -  2. miejsce (2x): 2007, 2023[3]
  -  3. miejsce (5x): 2008, 2009, 2010, 2013, 2014

## Kadra w sezonie 2009/2010

### Sztab szkoleniowo-techniczny
- trener:  Raimonds Vilde
- II trener:  Ainārs Cīrulis
- lekarz:  Imants Ganus
- fizjoterapeuta:  Edgars Zaiženijs
- team manager:  Ainārs Dakša

### Zawodnicy
| Numer | Imię i nazwisko       | Narodowość | Data urodzenia | Wzrost (w cm) | Pozycja      |
| ----- | --------------------- | ---------- | -------------- | ------------- | ------------ |
| 1     | Mārtiņš Pļaviņš       | Łotwa      | 05.08.1985     | 190           | libero       |
| 2     | Artis Caics           | Łotwa      | 13.01.1985     | 190           | rozgrywający |
| 4     | Artjoms Vaščenkovs    | Łotwa      | 08.09.1989     | 191           | rozgrywający |
| 5     | Armands Celitāns      | Łotwa      | 28.05.1984     | 198           | środkowy     |
| 7     | Toms Vanags           | Łotwa      | 02.11.1988     | 190           | przyjmujący  |
| 8     | Aleksandrs Kudrjašovs | Łotwa      | 20.09.1988     | 195           | przyjmujący  |
| 9     | Jevgēņijs Tihonovs    | Łotwa      | 05.01.1991     | 193           | przyjmujący  |
| 10    | Mārtiņš Šimkus        | Łotwa      | 28.02.1991     | 195           | przyjmujący  |
| 11    | Tomass Kalniņš        | Łotwa      | 17.05.1977     | 201           | atakujący    |
| 12    | Ralfs Zeile           | Łotwa      | 07.11.1991     | 201           | atakujący    |
| 14    | Roberts Skraučs       | Łotwa      | 05.08.1990     | 198           | środkowy     |
| 15    | Jānis Vāvers          | Łotwa      | 22.02.1988     | 200           | środkowy     |